# Veep/ヴィープ
『Veep/ヴィープ』（原題: Veep）は、アメリカ合衆国の政治風刺コメディードラマ。架空の副大統領である主人公セリーナ・メイヤーの政治ゲームを描く。シーズン7まで制作され、アメリカではHBOで2012年から2019年まで放送されていた。日本では『Veep/ヴィープ』または『ヴィープ』のタイトルで配信されている。
番組は批評家から賞賛を受け、プライムタイム・エミー賞コメディ・シリーズ作品賞を3年連続受賞するなど、数々のアワードを獲得した。

## あらすじ
アメリカ合衆国の副大統領となったセリーナ･マイヤー。多くの利権が絡む政治の世界で癖の強いスタッフ達とともに奔走するが、次々と障害が立ちはだかる。

## 登場人物

### メインキャスト
セリーナ・マイヤー
演 - ジュリア・ルイス＝ドレイファス
主人公。副大統領。
エイミー・ブルックハイマー
演 - アンナ・クラムスキー
首席補佐官。
ゲイリー・ウォルシュ
演 - トニー・ヘイル
ダン・エイガン
演 - リード・スコット
ジョナ・ライアン
演 - ティモシー・シモンズ
マイク・マクリントック
演 - マット・ウォルシュ
首席報道官。
スー・ウィルソン
演 - スーフィ・ブラッドショウ
秘書。

## エピソード
| シーズン | シーズン | 話数 | 話数 | 放送期間      | 放送期間      |
| シーズン | シーズン | 話数 | 話数 | 初回放送      | 最終回放送    |
| -------- | -------- | ---- | ---- | ------------- | ------------- |
|          | 1        | 8    | 8    | 2012年4月22日 | 2012年6月10日 |
|          | 2        | 10   | 10   | 2013年4月14日 | 2013年6月23日 |
|          | 3        | 10   | 10   | 2014年4月6日  | 2014年6月8日  |
|          | 4        | 10   | 10   | 2015年4月12日 | 2015年6月14日 |
|          | 5        | 10   | 10   | 2016年4月24日 | 2016年6月26日 |
|          | 6        | 10   | 10   | 2017年4月16日 | 2017年6月25日 |
|          | 7        | 7    | 7    | 2019年3月31日 | 2019年5月12日 |

## 製作
本作のショーランナーを務めるアルマンド・イアンヌッチは、『Veep』を制作する前に、イギリス政府の架空の部署を舞台にしたBBCのシットコム『The Thick of It』を制作していた。『The Thick of It』は2005年に放送され、数々の賞を受賞している。2009年に公開されたスピンオフ作品『In the Loop』は、アカデミー賞脚本賞にノミネートされた。
その後、アメリカ版『The Thick of It』のパイロットが、2007〜2008シーズンの候補としてABCで制作された。しかし、ABCが採用を見送ったため、HBO、Showtime、NBCなど、いくつかのネットワークが番組に関心を示した。アルマンド・イアンヌッチはHBOと交渉を行い、新しいパイロットエピソードの製作に着手する。
2011年4月、HBOは『Veep』の正式な製作を発表し、2012年4月22日に初回が放送された。

## 評価

### 批評
本作は批評家から極めて高い評価を受けている。シーズン1は批評集積サイトのRotten Tomatoesに46件のレビューがあり、批評家支持率は78%、平均点は10点満点で7.22点となっている。また、Metacriticには30件のレビューがあり、加重平均値は72/100となっている。
シーズン2はRotten Tomatoesに22件のレビューがあり、批評家支持率は90%、平均点は10点満点で8.61点となっている。また、Metacriticには10件のレビューがあり、加重平均値は75/100となっている。
シーズン3はRotten Tomatoesに26件のレビューがあり、批評家支持率は100%、平均点は10点満点で8.64点となっている。また、Metacriticには10件のレビューがあり、加重平均値は86/100となっている。
シーズン4はRotten Tomatoesに24件のレビューがあり、批評家支持率は100%、平均点は10点満点で9.12点となっている。また、Metacriticには11件のレビューがあり、加重平均値は90/100となっている。
シーズン5はRotten Tomatoesに35件のレビューがあり、批評家支持率は94%、平均点は10点満点で8.64点となっている。また、Metacriticには18件のレビューがあり、加重平均値は88/100となっている。
シーズン6はRotten Tomatoesに34件のレビューがあり、批評家支持率は94%、平均点は10点満点で8.27点となっている。また、Metacriticには15件のレビューがあり、加重平均値は88/100となっている。
シーズン7はRotten Tomatoesに49件のレビューがあり、批評家支持率は96%、平均点は10点満点で8.88点となっている。また、Metacriticには20件のレビューがあり、加重平均値は87/100となっている。